# Толедские таблицы
Толедские таблицы — астрономические таблицы для предсказания движения Солнца, Луны и планет по отношению к неподвижным звёздам. Созданы группой астрономов около 1080 года в результате пересчета более ранних таблиц для географических координат Толедо.
Таблицы частично основывались на работе арабского астронома и математика Аз-Заркали (известного на Западе как Арзахель), работавшего в андалузском Толедо. Герард Кремонский (1114—1187) перевёл Толедские таблицы, которые на том момент были самыми точными в Европе, на латынь. В середине XIII века, Джованни Кампано пересчитал таблицы Арзахеля для меридиана Новары. На смену Толдедским таблицам пришли более совершенные Альфонсинские таблицы, созданные во второй половине XIII века.